# Фурнире, Мишель
Мише́ль Фурнире́ (фр. Michel Fourniret; 4 апреля 1942, Седан — 10 мая 2021[…], XIII округ Парижа) — французский серийный убийца, осуждённый за похищения и убийства девочек и девушек на территории Франции и Бельгии.

## Преступления и осуждение
Был арестован в Бельгии после неудачной попытки похитить девочку (жертва сбежала) в июне 2003 года. После того как следствие установило его причастность к другим преступлениям, совершённым на территории Бельгии и Франции, он был экстрадирован во Францию 9 января 2006 года. Его также проверяли на причастность к исчезновению Наташи Кампуш. В 2008 году был приговорён к пожизненному заключению за 7 убийств, однако следствие продолжало устанавливать его причастность к ряду других преступлений, совершённых в период с 1987 по 2001 год. Его соучастницей в преступлениях была жена, Моник Оливье (род. 31 октября 1948 года), которая была осуждена как сообщник к заключению сроком в 28 лет. 2 июля 2010 года суд по семейным делам города Шарлевиль-Мезьер расторг брак между Фурнире и Оливье, который продолжался 21 год.
В феврале 2018 года сознался в двух убийствах, о чём сообщили французские СМИ. В феврале 2020 года французские СМИ со ссылкой на правоохранительные органы сообщили, что находящийся в заключении серийный убийца признался в причастности к исчезновению в 2003 году девятилетней Эстель Музин.
10 мая 2021 года скончался после 13 лет лишения свободы.